# Einar Halle
Einar Halle (29 december 1943) is een voormalig voetbalscheidsrechter uit Noorwegen die als FIFA-arbiter internationaal actief was van 1983 tot 1991. Hij leidde 189 wedstrijden in de hoogste Noorse voetbaldivisie, de Tippeligaen, in de periode 1973-1993. 

## Interlands
| Datum      | Wedstrijd                                | Uitslag | Competitie        | Kreeg geel | Kreeg voor de tweede keer geel en dus rood | Weggestuurd |
| ---------- | ---------------------------------------- | ------- | ----------------- | ---------- | ------------------------------------------ | ----------- |
| 29-01-1985 | West-Duitsland – Hongarije               | 0 – 1   | Vriendschappelijk | ?          | ?                                          | ?           |
| 03-04-1985 | Hongarije – Cyprus                       | 2 – 0   | WK-kwalificatie   | ?          | ?                                          | ?           |
| 21-08-1985 | Zweden – Polen                           | 1 – 0   | Vriendschappelijk | ?          | ?                                          | ?           |
| 15-10-1986 | Ierland – Schotland                      | 0 – 0   | EK-kwalificatie   | ?          | ?                                          | ?           |
| 19-10-1988 | Duitse Democratische Republiek – IJsland | 2 – 0   | WK-kwalificatie   | ?          | ?                                          | ?           |
| 26-04-1989 | Engeland – Albanië                       | 5 – 0   | WK-kwalificatie   | ?          | ?                                          | ?           |
| 30-03-1991 | Frankrijk – Albanië                      | 5 – 0   | EK-kwalificatie   | ?          | ?                                          | ?           |